# Ehrenpreis
Ehrenpreis (Veronica) ist eine Pflanzengattung, die nach molekularbiologischen Untersuchungen zur Familie der Wegerichgewächse (Plantaginaceae) gezählt wird. In älterer Literatur wird sie in der Regel noch unter den Braunwurzgewächsen/Rachenblütlern (Scrophulariaceae) oder als eigene Familie der Ehrenpreisgewächse (Veronicaceae) geführt. Mit bis zu 450 Arten ist die Gattung Veronica sehr artenreich. Auch in Mitteleuropa kommen zahlreiche Vertreter vor. Der deutschsprachige Gattungsname Ehrenpreis ist seit dem 15. Jahrhundert (im Schwyzer Arzneibuch) belegt und rührt von der historischen Wertschätzung des Wald-Ehrenpreises (Veronica officinalis) in der Naturheilkunde her.

## Beschreibung

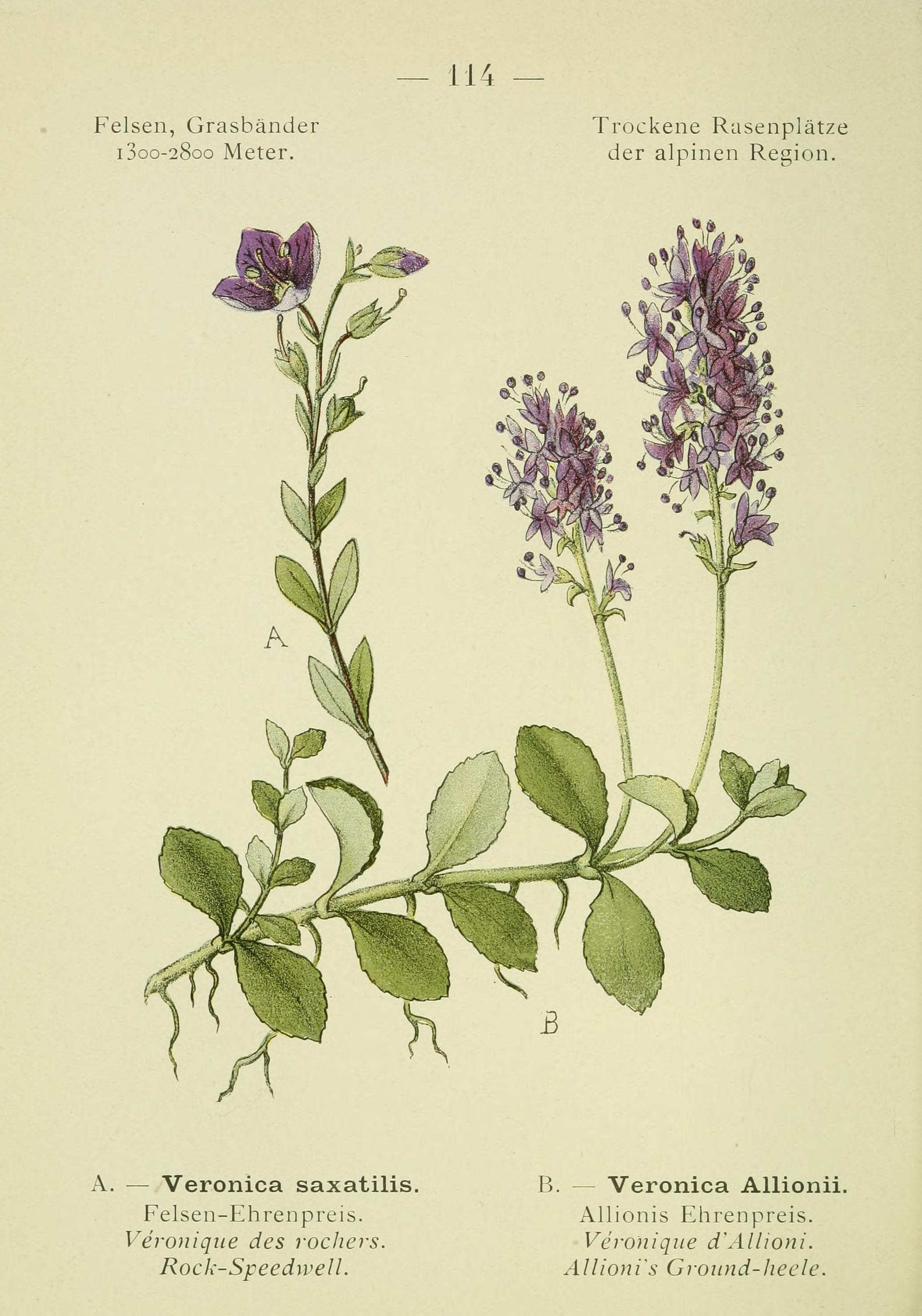
Illustration von Felsen-Ehrenpreis (Veronica fruticans, Syn.: Veronica saxatilis, links) und Veronica allionii, rechts

### Vegetative Merkmale
Ehrenpreis-Arten sind einjährige bis ausdauernde krautige Pflanzen. Die früher zur Gattung Hebe gestellten Arten sind strauchig oder sogar baumförmig. Alles in allem sind es aber meistens „kleinwüchsige“ Pflanzen mit kriechenden oder aufsteigenden Stängeln.
Die gegenständigen Laubblätter sind kurz gestielt oder sitzend.

### Generative Merkmale
Oft sind viele Blüten in ährigen Blütenständen zusammengefasst.
Die meist relativ kleinen Blüten sind durch Wegfall eines Kelchblattes (bei manchen Arten Wiederauftreten eines kleineren fünften Kelchblattes) bzw. Verwachsen zweier Kronblätter vierzählig. Die Kronblätter sind meist blau, seltener weiß. Die Anzahl der Staubblätter ist von fünf auf zwei reduziert.

## Standorte
Viele der in Mitteleuropa vorkommende Arten gedeihen auf lehmigen Sand- bis milden Lehmböden, beispielsweise als „Unkraut“ in Gärten, auf Wiesen, Weiden und auf Ackerflächen in Hackfruchtfolge. Es gibt aber auch Arten innerhalb von Gewässern.

Verbreitung der Gattung Veronica

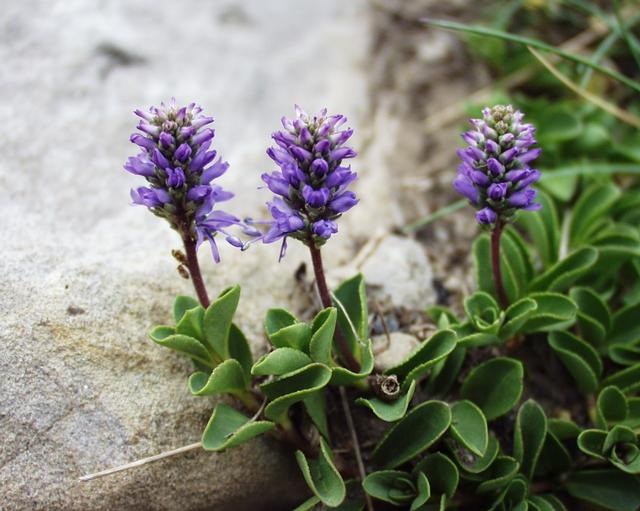
Veronica allionii

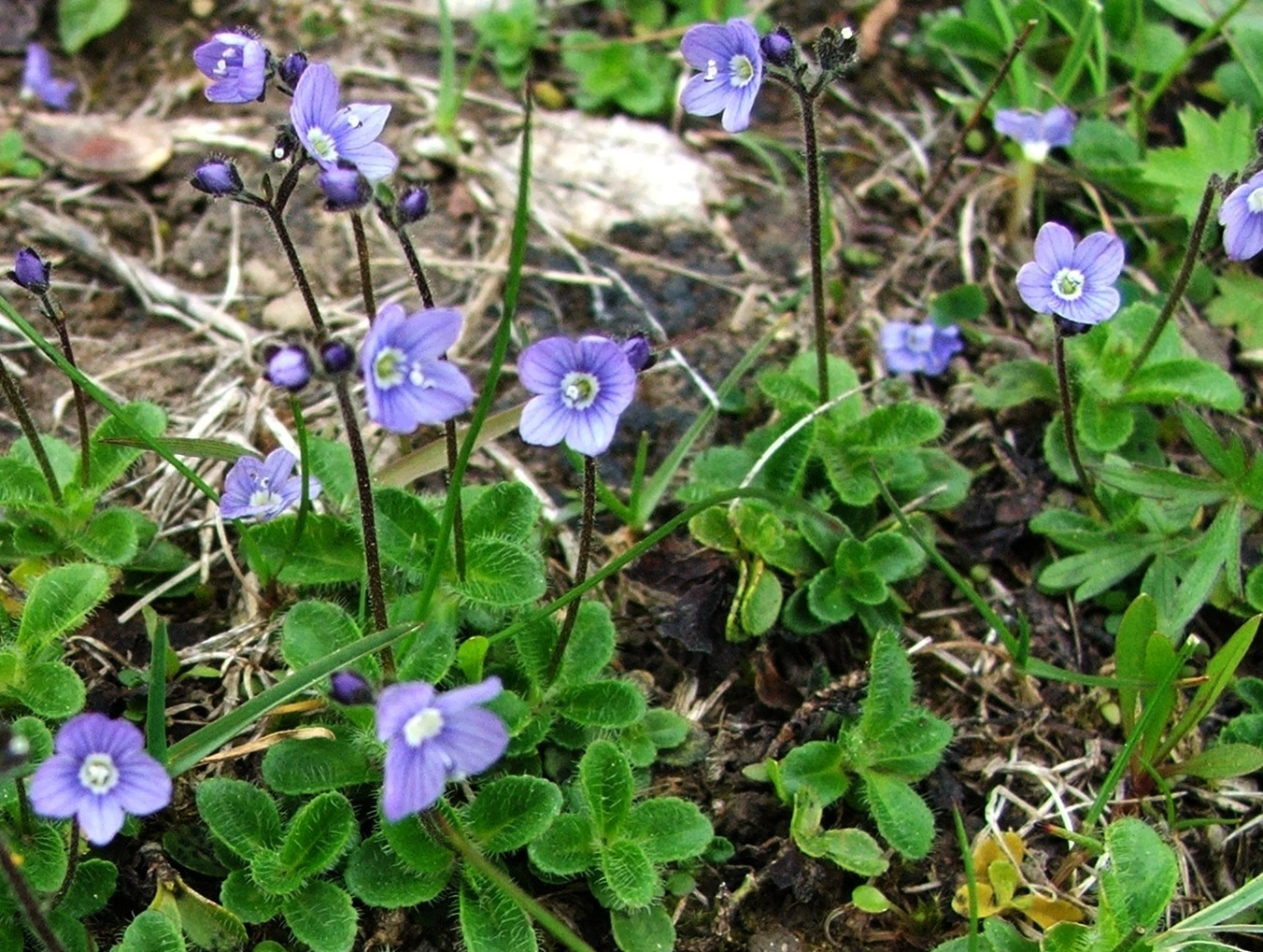
Blattloser Ehrenpreis (Veronica aphylla)

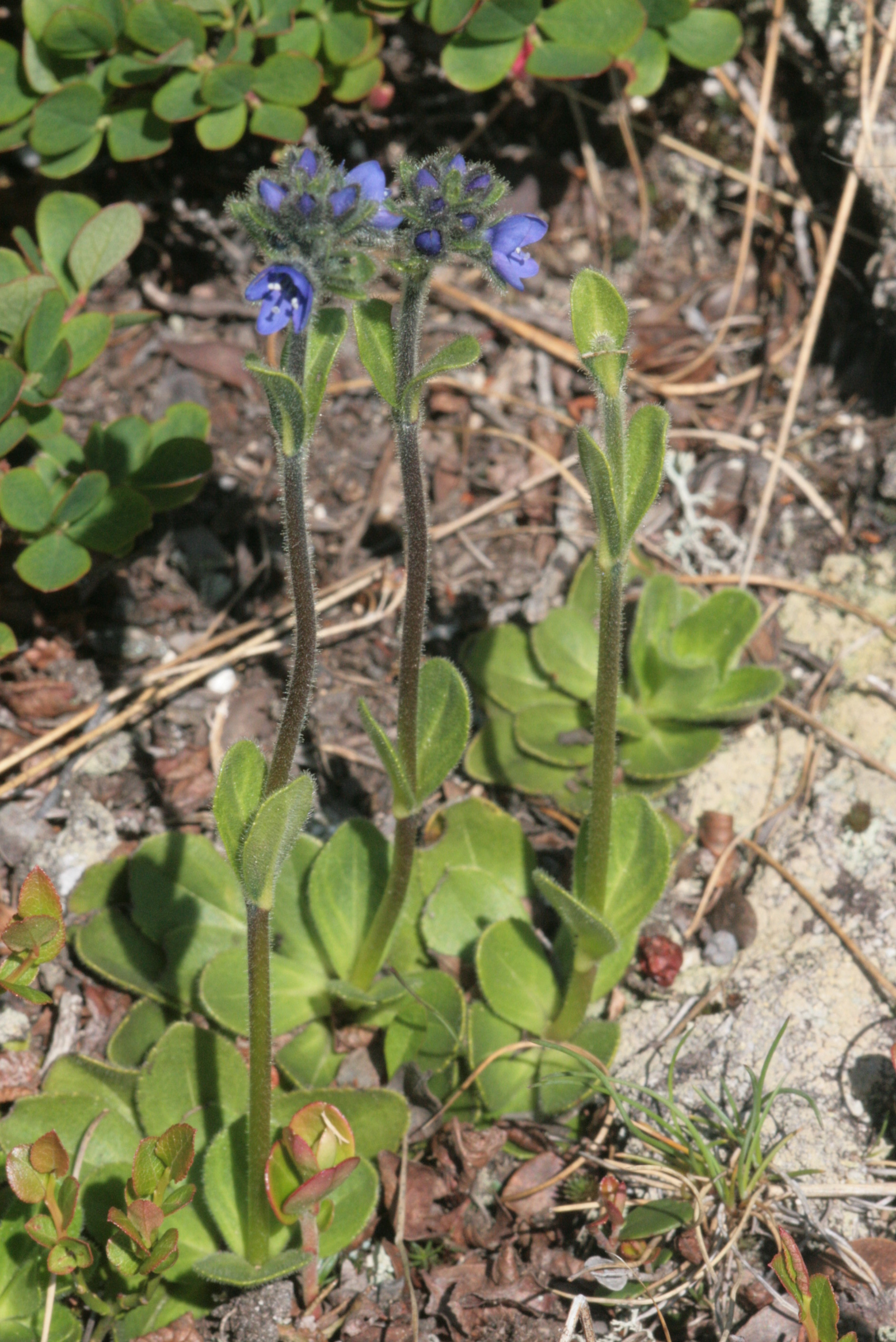
Gänseblümchen-Ehrenpreis (Veronica bellidioides)

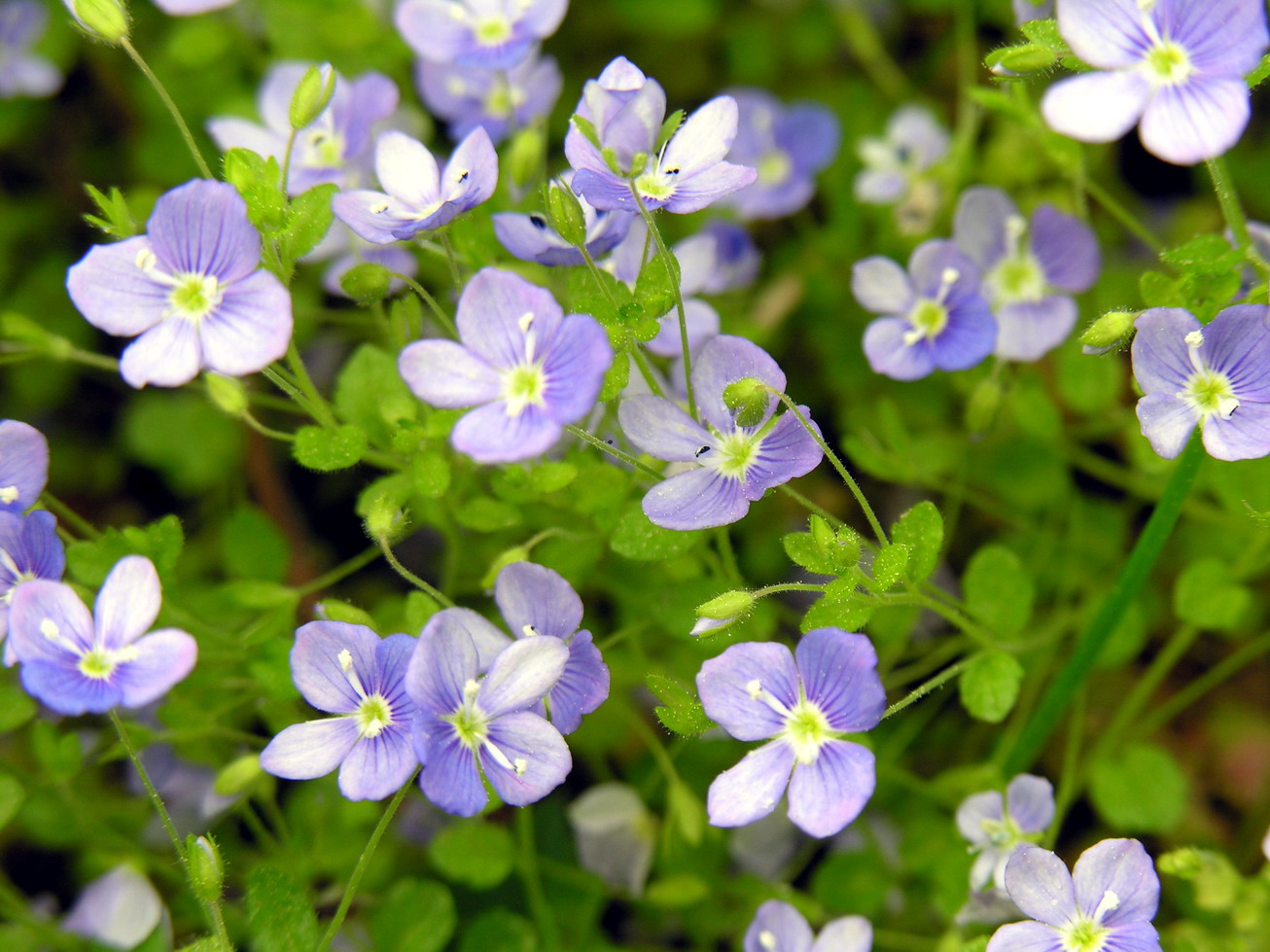
Faden-Ehrenpreis (Veronica filiformis)

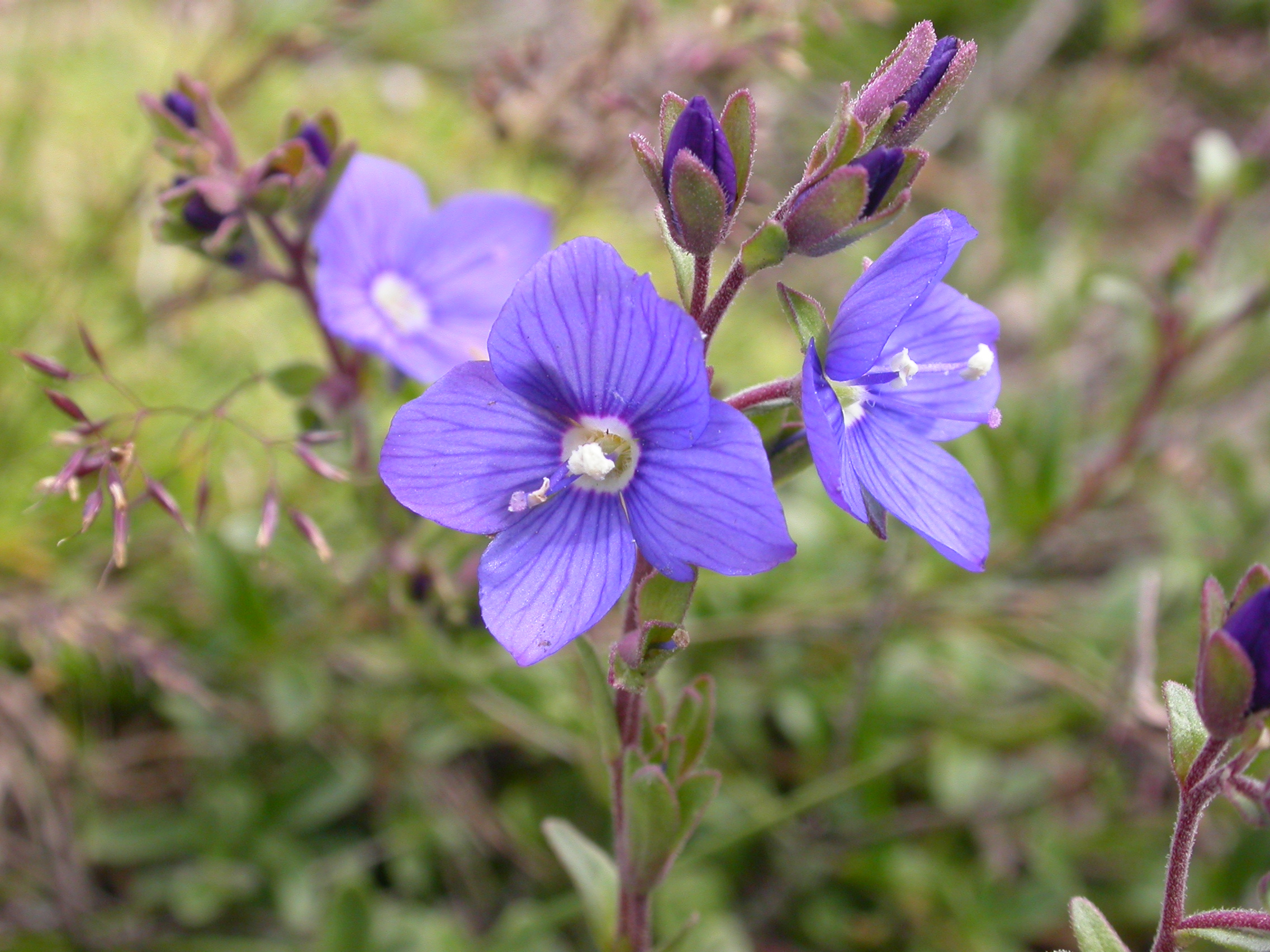
Felsen-Ehrenpreis (Veronica fruticans)

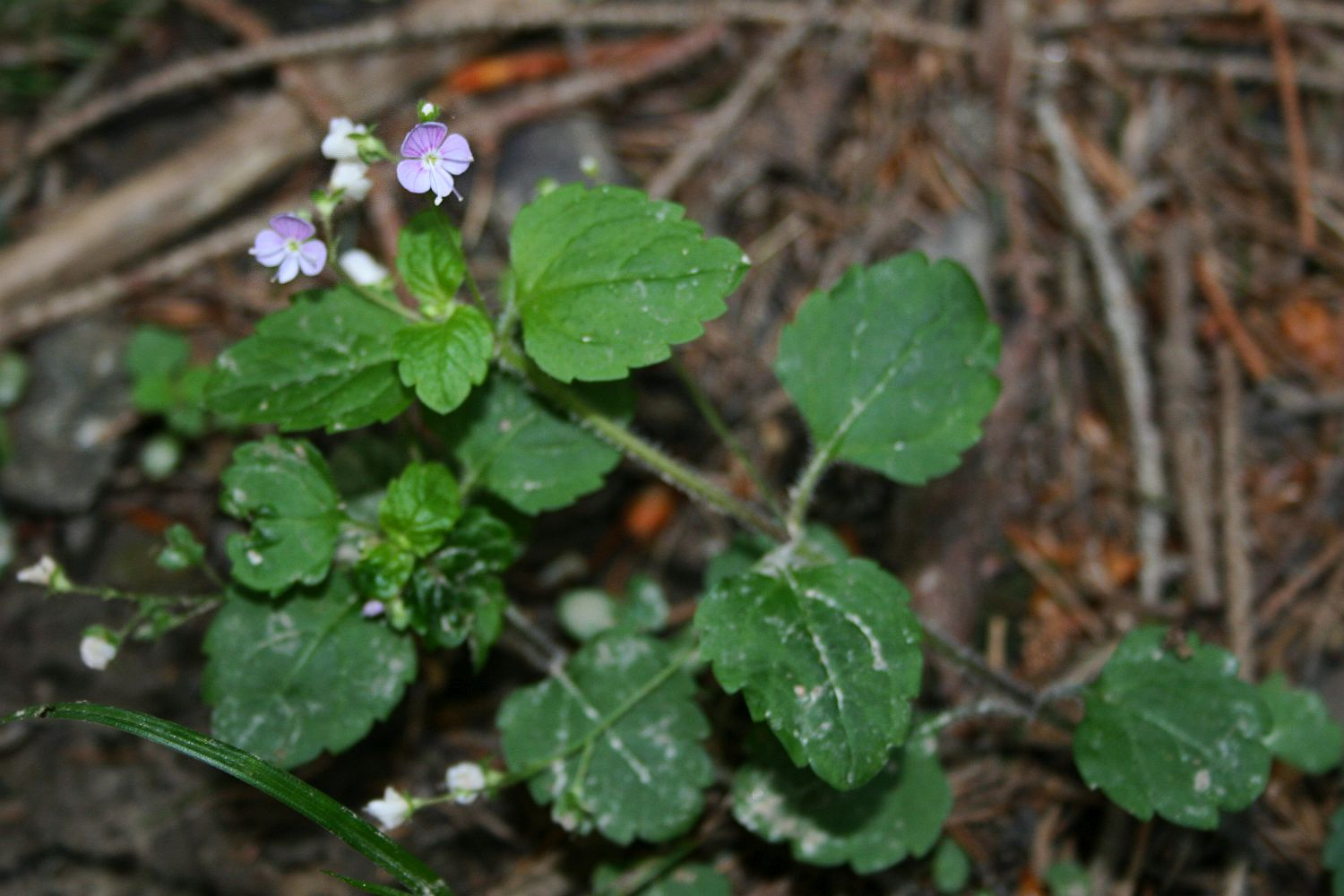
Berg-Ehrenpreis (Veronica montana)

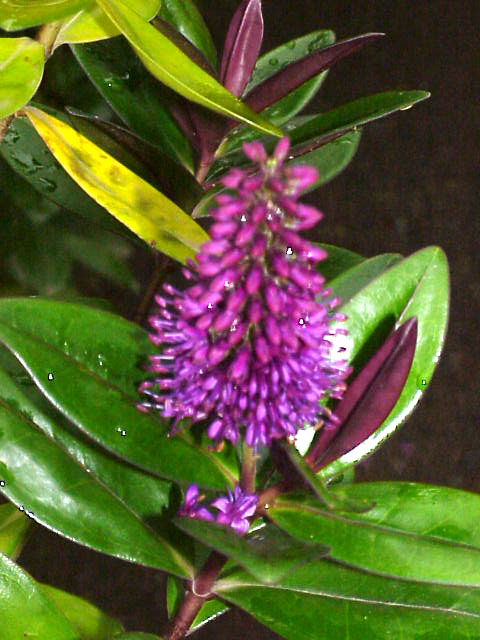
Veronica speciosa

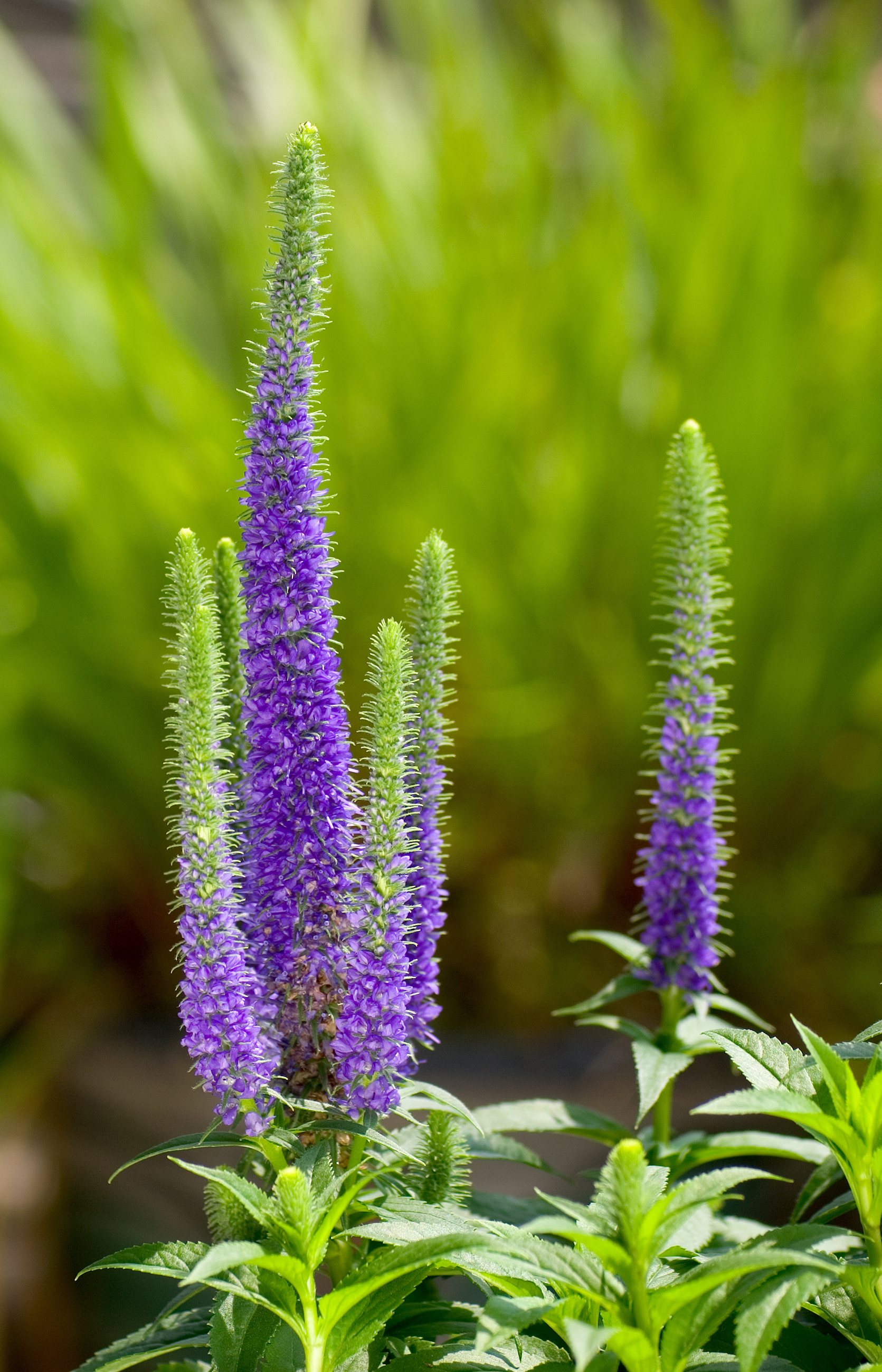
Ähriger Ehrenpreis (Veronica spicata)

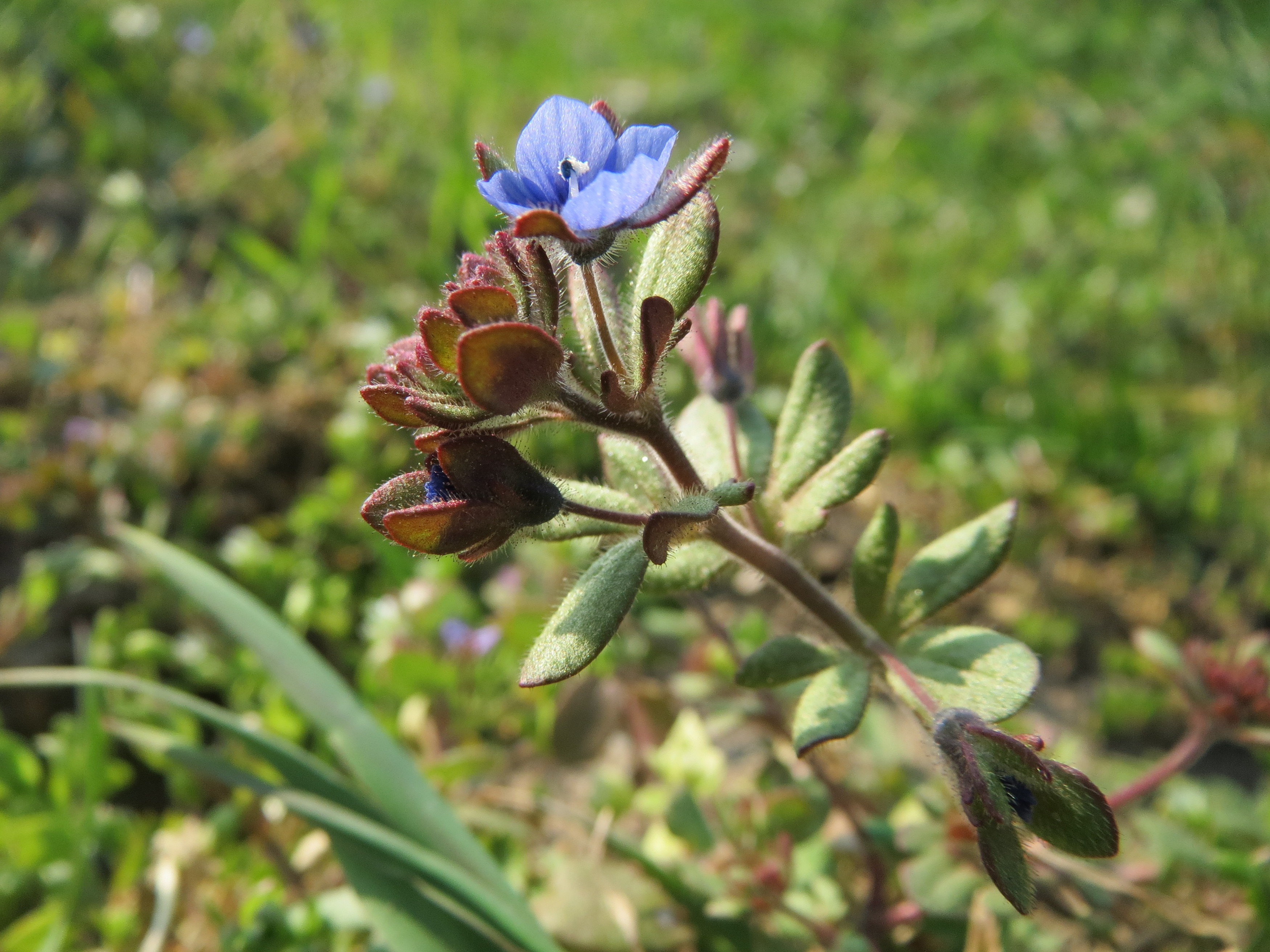
Dreiteiliger Ehrenpreis (Veronica triphyllos)

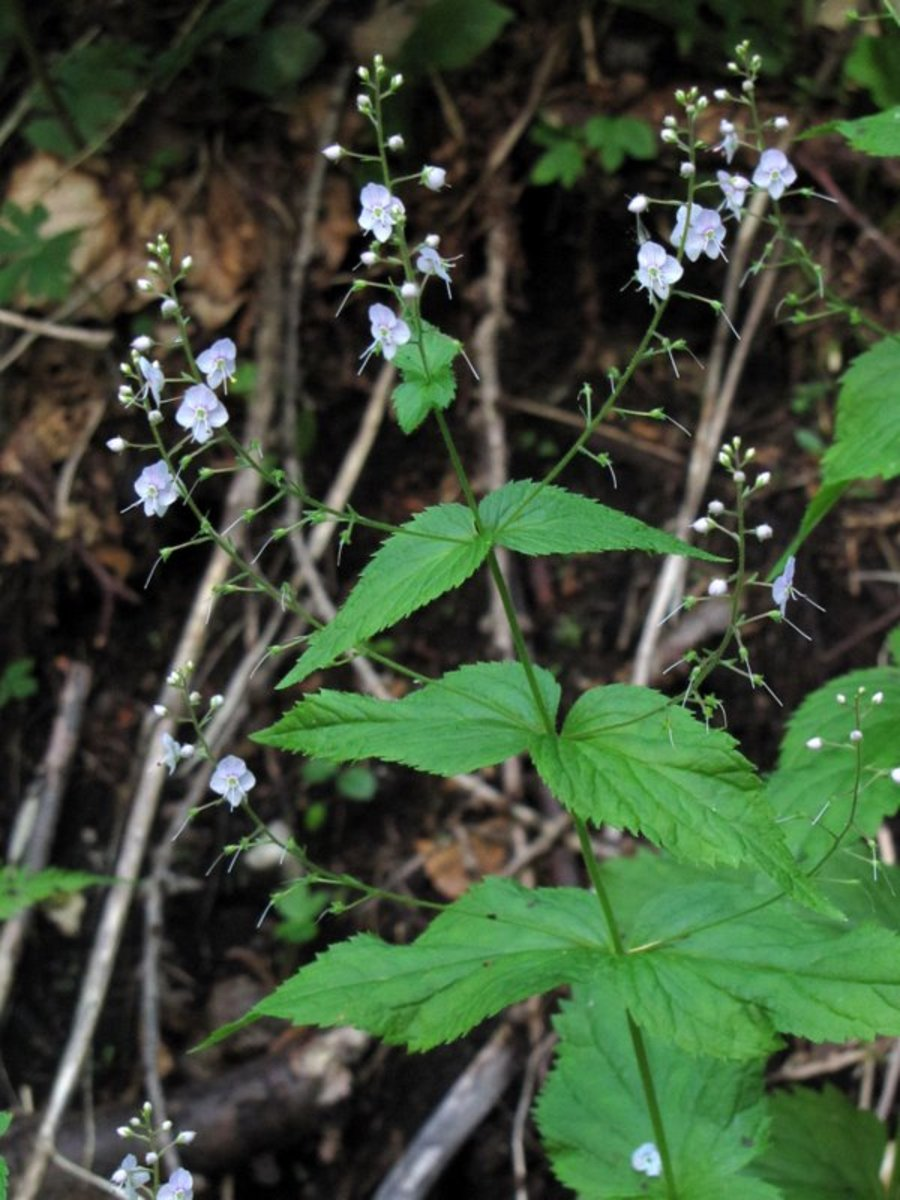
Nesselblättriger Ehrenpreis (Veronica urticifolia)

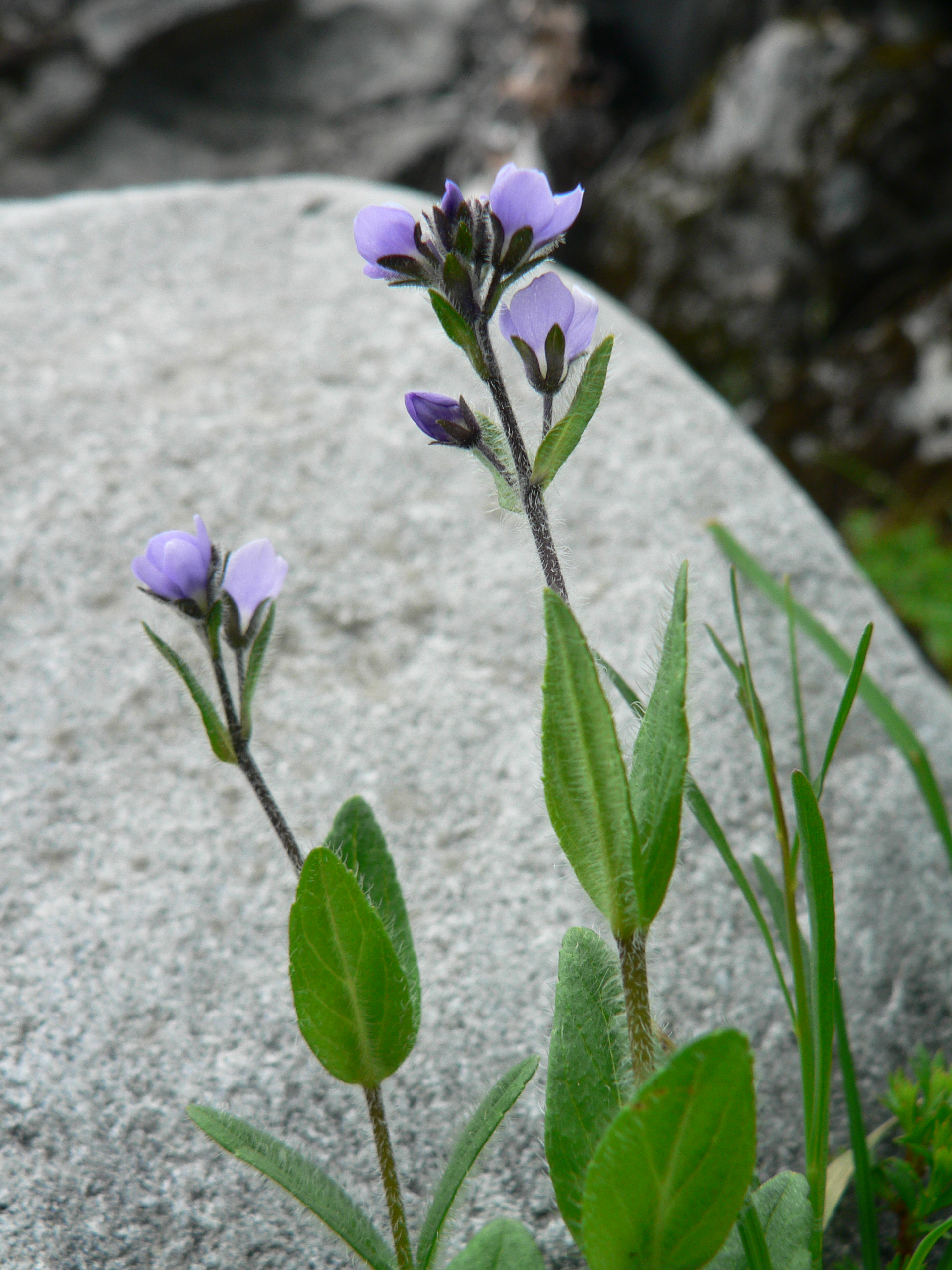
Amerikanischer Ehrenpreis (Veronica wormskjoldii)

## Systematik und Verbreitung
Die Gattung Veronica wurde durch Carl von Linné aufgestellt. Synonyme für Veronica L. sind: Hebe Juss., Petrodora Fourr., Pocilla Fourr., Pseudolysimachion Opiz, Veronicastrum Fabr., Veronicella Fabr.
Die Gattung Veronica wird in Untergattungen und Sektionen gegliedert.
Ehrenpreis-Arten sind holarktisch über Europa, Nordamerika und Nordasien verbreitet. Außerdem gibt es Areale im tropisch-alpinen Afrika, Neuguinea, in Australien und Neuseeland.
Es gibt etwa 450 Arten in der Gattung Veronica:
In Mitteleuropa vorkommende Veronica-Arten:
- Steinquendel-Ehrenpreis (Veronica acinifolia L.)
- Acker-Ehrenpreis (Veronica agrestis L.)
- Alpen-Ehrenpreis (Veronica alpina L.)
- Blauer Wasser-Ehrenpreis (Veronica anagallis-aquatica L.)
- Schlamm-Ehrenpreis (Veronica anagalloides Guss.): Er kommt in Süd-, Mittel- und Osteuropa vor, in den gemäßigten Gebieten Asiens und in Nordafrika.[5]
- Blattloser Ehrenpreis (Veronica aphylla L.)
- Spitzzähniger Ehrenpreis (Veronica argute-serrata Regel & Schmalh.): Seine Heimat ist Griechenland, Armenien, Transkaukasien, Iran, Irak, Afghanistan, Pakistan, Zentralasien und die chinesische Provinz Xinjiang.[5] Er ist in Baden-Württemberg ein Neophyt.[4][6]
- Feld-Ehrenpreis[7] (Veronica arvensis L.)
- Österreichischer Ehrenpreis (Veronica austriaca L.)
- Bachbunge[7] (Veronica beccabunga L.)
- Gänseblümchen-Ehrenpreis (Veronica bellidioides L.): Er kommt in Mitteleuropa, Südeuropa und Osteuropa vor.[5]
- Rötlicher Wasser-Ehrenpreis (Veronica catenata Pennell)
- Gamander-Ehrenpreis (Veronica chamaedrys L.)
- Heide-Ehrenpreis (Veronica dillenii Crantz)
- Faden-Ehrenpreis (Veronica filiformis Sm.)
- Felsen-Ehrenpreis (Veronica fruticans Jacq., Syn.: Veronica saxatilis Scop.)
- Halbstrauch-Ehrenpreis (Veronica fruticulosa L.): Er kommt in Spanien, Frankreich, Italien, Slowenien, Österreich, Deutschland, in der Schweiz, in Bulgarien und in der Ukraine vor.[5]
- Efeu-Ehrenpreis (Veronica hederifolia L.)
- Langblättriger Ehrenpreis (Veronica longifolia L., Syn.: Pseudolysimachion longifolium (L.) Opiz)
- Berg-Ehrenpreis (Veronica montana L.)
- Echter Ehrenpreis (Veronica officinalis L.)
- Glanzloser Ehrenpreis (Veronica opaca Fries): Er kommt in Mittel-, Ost-, Südosteuropa, in Frankreich, Italien, Norwegen, Schweden, Dänemark und Finnland vor.[5]
- Fremder Ehrenpreis (Veronica peregrina L.)
- Persischer Ehrenpreis (Veronica persica Poiret)
- Glänzender Ehrenpreis (Veronica polita Fries)
- Früher Ehrenpreis (Veronica praecox All.)
- Niederliegender Ehrenpreis (Veronica prostrata L.): Er kommt in zwei Unterarten in Süd-, Mittel- und Osteuropa, in der Türkei, im Kaukasusraum und in Westsibirien vor.[5]
- Serpentin-Ehrenpreis (Veronica scardica Griseb.): Er kommt in Tschechien, Österreich, Ungarn, in der Slowakei, auf der Balkanhalbinsel, in Rumänien, Moldawien, in der Ukraine, im europäischen Russland, im Libanon, in der Türkei, in Syrien und im Iran vor.[5]
- Schild-Ehrenpreis (Veronica scutellata L.)
- Quendel-Ehrenpreis (Veronica serpyllifolia L., Syn.: Veronica nummulariifolia Pourret)
- Ähriger Ehrenpreis (Veronica spicata L., Syn.: Pseudolysimachion spicatum (L.) Opiz)
- Rispiger Ehrenpreis (Veronica spuria L., Syn.: Veronica foliosa Waldst. & Kit.; Pseudolysimachion spurium (L.) Rauschert): Er kommt in Polen, Tschechien, Österreich, Ungarn, in der Slowakei, in Italien, Südosteuropa, Osteuropa, im Kaukasusraum, in Zentralasien, Sibirien und in der Mongolei vor.[5]
- Hain-Ehrenpreis (Veronica sublobata M.A.Fisch.)
- Großer Ehrenpreis (Veronica teucrium L.)
- Dreiteiliger Ehrenpreis (Veronica triphyllos L.)
- Nesselblättriger Ehrenpreis (Veronica urticifolia Jacq.)
- Frühlings-Ehrenpreis[7] (Veronica verna L.)
- Wiener Gamander-Ehrenpreis (Veronica vindobonensis (M.A.Fisch.) M.A.Fisch.)

Sonstige Veronica-Arten aus Europa (Auswahl):
- Veronica allionii Vill.: Sie kommt nur in den französischen und italienischen Südwestalpen vor.
- Veronica aragonensis Stroh: Sie kommt nur in den spanischen Pyrenäen vor.[4]
- Veronica aznavourii Dörfler: Sie kommt nur Bulgarien, Griechenland und in der Türkei vor.[5]
- Veronica bachofenii Heuffel: Sie ist in Serbien, Bulgarien, Rumänien, Moldawien und in der Ukraine verbreitet.[5]
- Veronica baumgartenii Roem. & Schult.: Sie kommt nur in den Karpaten von Rumänien, in der Slowakei, in der Ukraine, in Moldawien, in Bulgarien und in Serbien vor.[5]
- Kaukasischer Ehrenpreis (Veronica caucasica M.Bieb.): Sie kommt nur im Kaukasusgebiet vor.[5]
- Veronica chamaepithyoides Lam.: Sie kommt nur in Spanien vor.[4]
- Veronica contandriopouli Quézel: Sie kommt nur im südlichen Griechenland vor.[4]
- Veronica crista-galli Steven: Sie kommt im Kaukasusgebiet und im Iran vor.[5]
- Zimbel-Ehrenpreis (Veronica cymbalaria Bodard): Er kommt vom Mittelmeerraum bis zur Arabischen Halbinsel und dem westlichen Iran vor.
- Veronica dabneyi Hochst.: Dieser Endemit kommt nur auf den Azoren vor.[5]
- Veronica erinoides Boiss. & Spruner: Dieser Endemit kommt nur in den Bergen des südlichen Griechenlands vor.[5]
- Veronica euxina Turrill: Sie kommt in Bulgarien und in der Ukraine vor.[4]
- Veronica gentianoides Vahl: Sie kommt auf der Krim, in der Türkei, im Kaukasusraum, im Irak und im Iran vor.[5]
- Veronica glauca Sm.: Sie kommt nur auf der Balkanhalbinsel vor[4]; dazu die Unterart:
  - Veronica glauca subsp. kavusica (Rech. f.) M.A.Fisch. (Syn. Veronica kavusica Rech. f.)[4]: Dieser Endemit kommt nur auf Kreta vor.
- Veronica grisebachii Walters: Sie kommt in Bulgarien, in der Türkei und in Griechenland vor.[4]
- Veronica kindlii Adamović: Sie kommt in Griechenland und im früheren Jugoslawien vor.[4]
- Veronica mampodrensis Losa & P. Monts.: Sie kommt in Spanien vor.[4]
- Veronica melissifolia Poiret: Sie ist in Russland, in Kleinasien und im Kaukasusraum verbreitet.
- Veronica micrantha Hoffmanns. & Link: Sie kommt nur im nördlichen Portugal vor.[4]
- Veronica multifida L.: Sie kommt in Osteuropa, im Kaukasusgebiet, in der Türkei, im westlichen Iran, in Kasachstan und in Sibirien vor.[5]
- Veronica nummularia Gouan: Sie kommt nur in den Pyrenäen und in der Cordillera Cantabrica vor.[4]
- Veronica orientalis Mill.: Sie kommt in mehreren Unterarten auf der Krim, im Kaukasusgebiet und in Westasien vor.[5]
- Veronica panormitana Tineo ex Guss.: Sie kommt in Korsika, Sizilien, Italien, in der Ägäis und in der Türkei vor.[4]
- Veronica pectinata L.: Sie kommt in Bulgarien und in der Türkei vor.[4][5]
- Veronica peduncularis Bieb.: Sie ist in der Ukraine, auf der Krim, in Kleinasien und im Kaukasusgebiet verbreitet.[5]
- Veronica ponae Gouan: Sie kommt in Spanien und Frankreich vor.[4]
- Südlicher Alpen-Ehrenpreis (Veronica pumila All., Syn.: Veronica alpina subsp. pumila (All.) Dostál): Er kommt in Finnland, Norwegen, Schweden, Island, Deutschland, Österreich und in der Slowakei vor.[4]
- Veronica repens Clarion ex DC.: Sie kommt nur in Marokko, Spanien, Frankreich und auf Korsika vor.[4]
- Veronica rhodopaea (Velen.) Degen ex Stoj. & Stefanov: Sie kommt nur in Albanien und in den Bergen im südlichen Bulgarien vor.[4]
- Veronica rosea Desf.: Sie kommt in Spanien (nur bei Antequera) und in Marokko und in Algerien vor.[4]
- Veronica sartoriana Boiss. & Heldr.: Sie kommt in Griechenland, auf Kreta, auf Inseln in der Ägäis und auf den Azoren vor.[4]
- Veronica tenuifolia Asso: Sie kommt nur im nordöstlichen Spanien vor.[5]
- Veronica thessalica Bentham: Sie kommt nur in Serbien, Albanien und in Griechenland vor.[4]
- Veronica thymifolia Sm.: Sie kommt nur im südlichen Griechenland und auf Kreta vor.[4]
- Veronica turrilliana Stoj. & Stefanov: Sie kommt in Bulgarien und in der europäischen Türkei vor.[4]
- Veronica urumovii Velen.: Sie kommt in Bulgarien vor.[4]

Weitere Arten sind (unter Einschluss der früheren Gattung Hebe):
- Veronica armena Boiss. & A.Huet: Sie kommt in der Türkei und im Kaukasusraum vor.
- Veronica buchananii Hook. f. (Syn.: Hebe buchananii (Hook. f.) Cockayne & Allan): Sie kommt in Neuseeland vor.
- Veronica caespitosa Boiss.: Sie kommt in Vorderasien vor.
- Veronica cinerea Boiss. & Balansa: Sie kommt in der Türkei vor.
- Veronica kellereri Degen & Urum.: Sie kommt nur in Nordmazedonien vor.
- Veronica kemulariae A.I.Kuth.: Sie kommt im Kaukasusraum und in Georgien vor.
- Veronica kotschyana Benth.: Sie kommt in der Türkei vor.
- Veronica nipponica Makino: Sie kommt in Japan vor.
- Veronica petraea Steven: Sie kommt im Kaukasusraum vor.
- Veronica speciosa R.Cunn. ex A.Cunn. (Syn.: Hebe speciosa (R.Cunn. ex A.Cunn.) Cockayne & Allan): Sie kommt in Neuseeland vor.
- Veronica tauricola Bornm.: Sie kommt in der Türkei vor.
- Amerikanischer Ehrenpreis (Veronica wormskjoldii Roem. & Schult.): Sie kommt in Nordamerika und auf Grönland vor.

Je nach Autor nicht mehr zur Gattung Veronica zählen:
- Arzneiehrenpreis (Veronicastrum virginicum (L.) Farw., Syn.: Veronica virginica L.)
- Blaues Mänderle (Paederota bonarota (L.) L., Syn.: Veronica bonarota L.)
- Gelbes Mänderle (Paederota lutea Scop., Syn.: Veronica lutea (Scop.) Wettst.)

## Gift- und Heilpflanze
Speziell der Wald-Ehrenpreis, auch Echter Ehrenpreis genannt, wird als Naturheilmittel zur äußeren und inneren Anwendung eingesetzt.
Als mit „Ehrenpreis“ bezeichnete Heilpflanzen kommen in Europa neben dem Echten Ehrenpreis auch andere Ehrenpreis-Arten, vor allem der Quendel-Ehrenpreis, in Frage.
Ehrenpreis ist ein schwach wirkendes Mittel gegen Husten. Das bitterlich herb und etwas balsamisch schmeckende (blütentragende) Kraut (Herba Veronicae) wird im Sommer mit den Blüten gesammelt. Aufgüsse davon werden als Brusttee getrunken; das frische Kraut dient dagegen zur Bereitung von Kräutersäften.
Unter den Inhaltsstoffen des Ehrenpreises befinden sich Bitterstoffe, Gerbstoff und Saponine.
Große Veronica-Bestände auf Viehweiden können bei Rindern zu Vergiftungserscheinungen durch die Saponine führen.

## Volksglauben und Etymologie
Im Volksmund heißt der häufig vorkommende blaue Gamander-Ehrenpreis auch Gewitterblümchen, da man glaubte, dass sie entweder in gewitterreichen Jahren vermehrt blühen oder ihr Abpflücken Regen oder Gewitter hervorruft.
Zum Lob ihrer angeblichen Kraft gegen „Hexen“, Blitze, Wunden und „Pest“ erhielt die Pflanze ihren Namen Ehrenpreis (von mittelhochdeutsch ēre „Ehre, Lob, Gnade, Gabe“, und prīs „Preis, Wert, Ruhm, Kampfpreis“, wohl in Anlehnung an den lateinischen Namen veronica, von griechisch berenike „Siegbringerin“).